# Adams (Illinois)
Adams es un área no incorporada ubicada en el condado de Adams en el estado estadounidense de Illinois.

## Geografía
Adams se encuentra ubicada en las coordenadas 39°51′55″N 91°11′54″O / 39.86528, -91.19833.